# سيدني ماشبير
سيدني فورستر ماشبير (بالإنجليزية: Sidney Mashbir) (12 سبتمبر 1891–13 يونيو 1973) ضابط كبير في جيش الولايات المتحدة، كان عمله الرئيسي في الاستخبارات العسكرية. ولد في نيويورك، خدم في الحرس الوطني لجيش أريزونا خلال حرب الحدود الأمريكية المكسيكية. شغل ماشبير بعد ذلك عدة مناصب في الاستخبارات، وحظي بالتقدير لإلقائه القبض على أول جاسوس ألماني في الولايات المتحدة قبل انطلاقه في مهمة لمدة أربع سنوات كضابط لغة في اليابان عام 1920. استقال من الجيش عام 1923 في محاولة لتنفيذ خطته الرئيسية في اليابان، والتي كانت تهدف إلى انتزاع المعلومات من اليابان في حال الحرب. فشلت خطته بسبب زلزال كانتو الكبير في سبتمبر عام 1923 الذي تسبب في إفلاسه، وعاد لاحقًا إلى الولايات المتحدة للعمل في إدارة الأعمال والهندسة.
في عام 1937 عاد ماشبير إلى اليابان في محاولة ثانية لتفعيل خطته لحساب مكتب الاستخبارات البحرية. فشلت الخطة مجددًا وفصل ماشبير من قوات الاحتياط في 1939. بعد الهجوم على مرفأ بيرل هاربر أُعيد ماشبير إلى الخدمة في يناير 1940 ليقود قسم الترجمة والترجمة الفورية في منطقة جنوب غرب المحيط الهادئ، وهناك ترقى سريعًا إلى رتبة عقيد. خدم بعد ذلك ضابطًا تنفيذيًا في مكتب القائد العام قبل تقاعده في 1951.

## نشأته
ولد سيدني ماشبير في مانهاتن في نيويورك في 12 سبتمبر 1891، وانتقل إلى سافورد، أريزونا في 1899. كان والده أستاذًا جامعيًا يدعى إليازار س.ماشبير، وهو مهاجر روسي ذو تعليم جيد، وكان أول محامي يتحدث الروسية ويمارس المحاماة في مدينة نيويورك. والدته فريدا فرودنثال كانت أيضًا ذات تعليم جيد، وفي عام 1906 أصبحت مسؤولة مكتب البريد في سافورد والتي ضمت منطقة سولومون فيل.
درس ماشبير في المدارس العامة في سافورد وتكسون، درس لاحقًا الهندسة في جامعة أريزونا؛ ستة أشهر من كل سنه حتى عام 1911 وعمل في الوقت ذاته رسامًا هندسيًا، وبشكل رئيسي في قسم الهندسة في تكسون وشركات السكك الحديدية. تزوج من زوجته الأولى بلانش بيكويث في 12 سبتمبر 1913، وأنجب منها ابنه الأول فورستر ماشبير، انفصل الزوجان خلال النصف الثاني من عشرينيات القرن العشرين.

## العمل العسكري

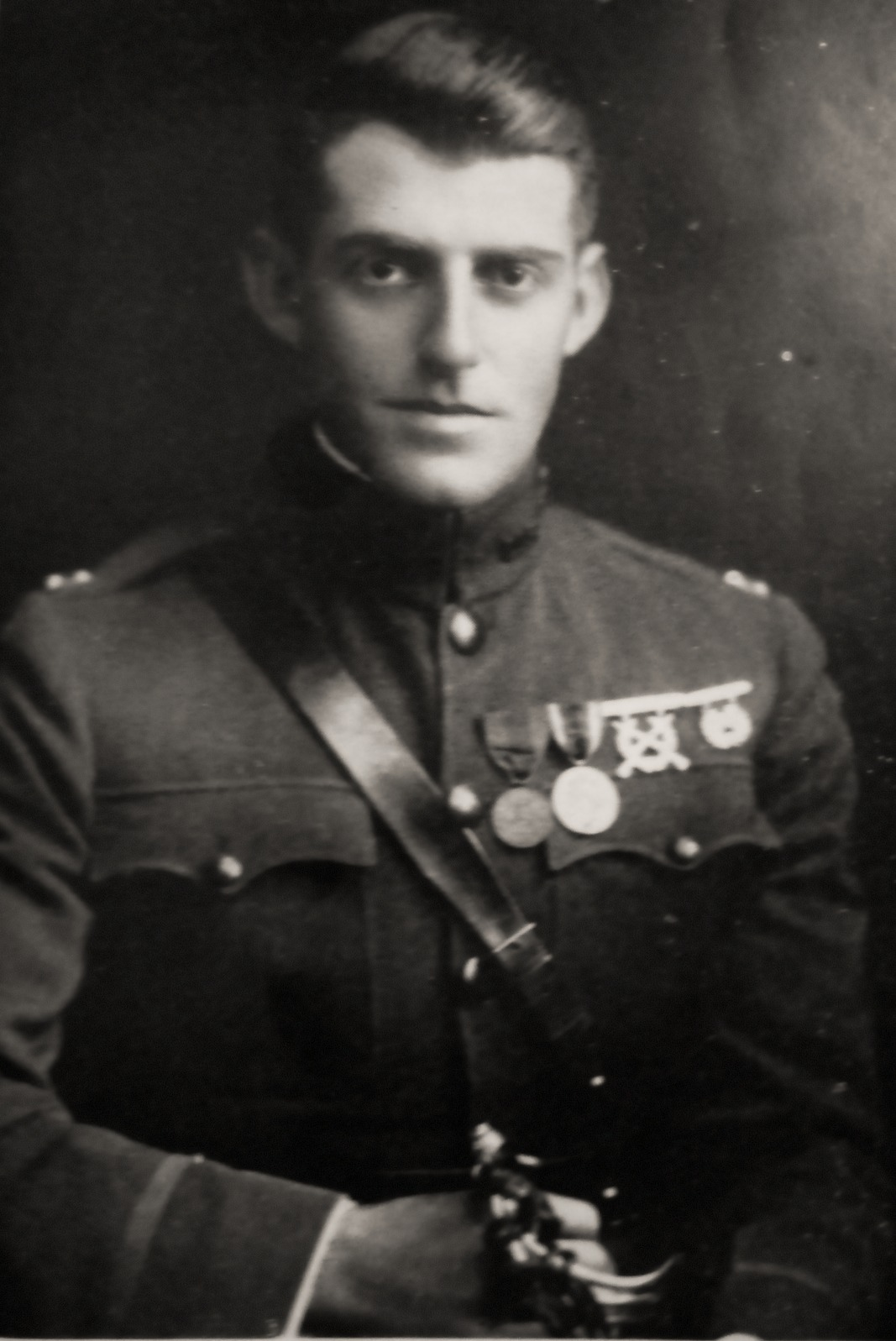
سيدني ماشبير في طوكيو، اليابان في يناير 1923؛ قبل استقالته من الجيش النظامي.

### الخدمة الباكرة
انضم ماشبير إلى الحرس الوطني لجيش أريزونا في سن مبكرة وخدم كنافخ بوق في السرية ب في 1904. أصبح لاحقًا أول ملازم ومساعد في كتيبة الجامعة عندما درس في جامعة أريزونا. في 1912 خدم كملازم في السرية ك في معسكر الحرس الوطني المتمركز في فورت هواتشوكا. كان كبير المدربين آنذاك النقيب لويس جوزيف فان شايك.
في أوائل 1916 تلقى ماشبير أول مهمة استخباراتية رسمية عندما طُلب منه أن يكون مساعد ضابط استخبارات في أجو-يوما في أريزونا ضمن فرقة مشاة أريزونا الأولى بقيادة الجنرال فريدريك فونستون. شاركت الفرقة في ذلك الوقت في حرب الحدود الأمريكية المكسيكية. تضمنت واجبات ماشبير وضع الخرائط للطرقات والمسارات وموارد المياه في شمال سونورا. بالإضافة إلى استكشاف المدن المكسيكية مع كشافة باباجو الهندية، والإبلاغ عن قوة ومعدات الحاميات المكسيكية، وتثبيت أجهزة التنصت البدائية على خطوط الاتصالات المكسيكية. كان ماشبير مسؤولًا أيضًا عن التحقيق في وجود اليابان الفعلي في المكسيك آنذاك.
في أواخر 1916 تقدم ماشبير بطلب تكليف في الجيش النظامي وقُبل طلبه بدعم من الجنرال فونستون على الرغم من سياسة الجيش التي ترفض المتقدمين المتزوجين. بعد الالتحاق بمدارس الخدمة العسكرية في فورت ليفنوورث، انضم إلى فوج المشاة الثاني والعشرين المتمركز في جزيرة غوفرنرز في نيويورك، لكن سرعان ما انتُدب إلى مكافحة التجسس وأُوصي بانضمامه إلى مكتب مكافحة التجسس الجديد الذي كان قيد الإنشاء.
في 10 سبتمبر 1917 انتُدب ماشبير مساعدًا لمسؤول قسم الاستخبارات في جزيرة غفرنرز وسجل في قسم الاستخبارات العسكرية، القوات الاحتياطية ج-2، ورقي هناك إلى رتبة مقدم مؤقت. كتب في ذلك الوقت كتابه «القواعد المؤقتة لمكافحة الجاسوسية، القسم الشرقي «والتي صارت نموذجًا لتعليمات مكافحة التجسس فيما بعد وحتى الحرب العالمية الثانية، وكذلك كتاب مؤلف من 52 صفحة عنوانه «عشرة دروس في القتال بالحربة»، نشرته شركة جورج بانتا للنشر في نهاية 1917. يحظى ماشبير بالتقدير أيضًا لعمله كضابط استخبارات في الدفاع الساحلي في فورت هاميلتون، في التحقيقات التي كشفت الجاسوس الألماني بول أوتو كونو الذي كان أول جاسوس ألماني ألقي القبض عليه في الولايات المتحدة.

### بين الحربين
بعد انقضاء الحرب العالمية الأولى، عمل ماشبير في تدريس العلوم والتكتيكات العسكرية في جامعة سيراكيوز، وهناك فكر للمرة الأولى بدراسة اللغة والحضارة اليابانية في أغسطس 1919، وسأل وزارة الحرب عن إمكانية الخوض في هذه الدراسة مشيرًا إلى أنه ينوي التقدم إلى وظيفة في اليابان بهدف تعلم اللغة، إن وجدت وزارة الحرب الأمر مناسبًا.
برتبة نقيب، كان ماشبير واحدًا من أربعة ضباط من الولايات المتحدة يعينون ضباط لغة في اليابان يوم 7 يوليو 1920. انتقل إلى طوكيو في الأشهر التالية ليبدأ مهمة مدتها أربع سنوات. حين وصل، بلغ المقدم تشارلز برونت في الملحق العسكري عن الواجبات التي أوكل بها. ولأنه لم يكن محاطًا بالكثير من زملائه فقد رافق المتخصصين في الاستخبارات في البحرية. كان أحدهم مساعدًا في الملحق العسكري البحري يدعى الرائد إليس م.زاكارياس، فنشأت صداقة وتعاون بينه وبين ماشبير مدى الحياة. في يوليو 1922 وبطلب من زاكارياس، عمل ماشبير سرًا ليلًا نهارًا، لوضع خطة سرية هدفها جمع المعلومات الاستخباراتية حول اليابان، لاستخدامها في الحفاظ على حالة السلم بين اليابان والولايات المتحدة أو الاستفادة منها في حال الحرب مع اليابان. عُرفت هذه الخطة باسم «الخطة م» نسبة لماشبير، لكن أنشطته غير المعلن عنها ضمن الملحق البحري لم ترق لرؤسائه.
لتأسيس شبكة من رجال الأعمال الأجانب في اليابان والتي يمكن أن تُحول إلى شبكة تجسس في وقت الحرب، اقترح قائد ماشبير العقيد برونيت أن يستقيل ماشبير من عمله في الجيش ليصبح رجل أعمال في طوكيو لتنفيذ «الخطة م»، فاستقال ماشبير والتحق بعالم الأعمال وشرع بعمليات استخباراتية سرية متأملًا بالعودة إلى عمله في الجيش عند انتهاء المهمة. ولكن زلزال كانتو الكبير أدى إلى إفلاسه. وحين حاول العودة إلى صفوف الجيش وجد أن الأمر غير ممكن لأن القوانين الخاصة بالعودة إلى الخدمة كانت قد تغيرت.
لم يكن ماشبير ولا العقيد برونيت الذي دفع ماشبير للاستقالة على دراية بذلك عندما استقال ماشبير، وظل الأمر نقطة شائكة في حياة ماشبير التالية، مع العلم أنه في عام 1926 كانت القرارات ما زالت تطبع وفيها البند الخاطئ بما يخص هذا الأمر. ألغيت لاحقًا «الخطة م» الهادفة إلى إنشاء شبكة استخبارات في اليابان، وعاد ماشبير إلى الولايات المتحدة في عام 1926 معتقدًا أن مهامه العسكرية انتهت، ومخططًا للعمل في بيع البرادات. تمكن من الانتساب مجددًا إلى قسم الاستخبارات العسكرية، القوات الاحتياطية ج-2، وقضى فيها عامًا واحدًا فقط بدءًا من صيف 1927، والذي عمل فيه على تحديث الوثائق الخاصة بتشكيلات القوات اليابانية. في السنوات العشرة التالية، عمل في مجال عمله الأصلي وهو الهندسة، بما في ذلك بعض الأعمال الحكومية عن المعايير الفنية.
في عام 1937 عاد ماشبير إلى اليابان بعد 11 عامًا من الغياب في محاولة ثانية لتنفيذ الخطة-م لصالح الاستخبارات البحرية وصديقه الملحق البحري زكرياس، في ذلك الوقت كان ما يزال هناك أمل بتجنب الحرب بين الولايات المتحدة واليابان. أثارت هذه المهمة الشكوك في الملحق العسكري عند غير المطلعين في طوكيو وبدأ التحقيق مع ماشبير، بسوء فهم كان من شأنه أن يدمر عمل ماشبير بشكل لا يمكن إصلاحه للمرة الثانية. جرى التحقيق مع ماشبير في هاواي، وتأثرًا بشبهات الملحق العسكري، قُدم تقرير متحيز حوله، يستند إلى افتراضات خاطئة، في 24 يونيو 1937. أُخطر العقيد ماشبير في 25 فبراير 1939 بفصله من قسم الاستخبارات العسكرية، القوات الاحتياطية ج-2، لعدم إبلاغه عن اليوم المحدد لإجراء الفحوص الجسدية.
ويظهر أن السبب الحقيقي للفصل هو الشكوك التي أثيرت بسبب عدم القدرة على اطلاع الأفراد غير المطلعين على طبيعة العمل الذي يقوم به ماشبير ومداه. إن فصل ماشبير وفشله في تنفيذ الشبكة الاستخباراتية المقترحة في «الخطة م» وصفت بأنها عامل رئيسي في فشل الولايات المتحدة في الحصول على مزيد من المعلومات عن اليابان قبل الهجوم على بيرل هاربور في 7 ديسمبر 1941.

### الحرب العالمية الثانية
بالرغم من إقالة ماشبير، استعان سلاح الإشارة به على الفور عند اندلاع الأعمال القتالية بين اليابان والولايات المتحدة في الحرب العالمية الثانية، بسبب خبرته العسكرية ومهاراته الفنية الواسعة ودرايته باللغة اليابانية. أدى اليمين ليبدأ الخدمة في 24 يناير 1942، وأُرسل إلى بريزبين في أستراليا، ثم إلى مانيلا في الفلبين، للتنسيق في قسم خدمات الترجمة والترجمة الفورية المشترك بين أستراليا وأمريكا، في منطقة جنوب غرب المحيط الهادئ. عندها زالت الشكوك التي كانت تدور حول مهمة ماشبير في اليابان في عام 1937 من قبل المخابرات البحرية، بمساعدة الأدميرال زاكارياس، الذي كان حينها مساعد مدير الاستخبارات البحرية، وتواسَط لماشبير عند مساعد رئيس أركان القوات ج-2.